# 덤벨 몇 킬로 들 수 있어?
《덤벨 몇 킬로까지 들 수 있어?》(일본어: ダンベル何キロ持てる?)는 원작은 산드로비치 야바코, 작화는 MAAM에 의해 일본의 만화이다. 《우라 선데이》(쇼가쿠간)에서 2018년 8월호부터 연재 중이다.

## 줄거리
먹는 것을 아주 좋아하는 코요우 여학원의 여고생 사쿠라 히비키는 친구인 우에하라 아야카로부터 최근 과체중이라는 지적을 받는다. 다이어트를 위해 일념발기한 히비키가 근처에 새로 생긴 실버맨짐을 견학하러 갔더니, 거기에는 같은 학교에 다니는 우등생인 소류인 아케미도 견학하러 오고 있었다. 실버맨 짐은 보디빌더와 프로 격투가들이 모이는 본격적인 근력 운동장이었다. 근육 덕후의 아케미는 기뻐하지만 히비키는 겁에 질려 그만두려 한다. 거기에 일견 상큼한 미남이지만 몸이 고리마초의 트레이너 마치오 나루조가 나타난다. 마치오에게 마음이 끌린 히비키는 짐에 입회. 코스프레가 취미인 교사 타치바나 사토미, 러시아로부터의 유학생 지나 보이드도 동료에 참가해, 그녀들과 함께 근육 트레이닝의 세계에 빠져 들어 간다.